# A Well Respected Man
A Well Respected Man är en poplåt lanserad av The Kinks i september 1965 på EPn Kwyet Kinks. I oktober samma år släpptes den som singel i USA. I delar av Europa släpptes den även på singel tidigt 1966. Den är skriven av Ray Davies. Det var den första singeln där man tydligt kunde märka att gruppen lämnade sina mer rock'n'roll-baserade singlar bakom sig för att istället börja skriva samhällskommenterande låtar inspirerade av brittisk music hall.
Låten finns med på Rock and Roll Hall of Fames lista "500 låtar som skapade rock'n'roll", tillsammans med två andra Kinks-låtar ("You Really Got Me" och "Lola"). Låten spelas i filmen Juno från år 2007.

## Listplaceringar
| Lista (1965-1966) | Position                             |
| ----------------- | ------------------------------------ |
| Flandern          | 20                                   |
| Frankrike         | 20                                   |
| Nederländerna     | 6                                    |
| Storbritannien    | 1 (EP:n Kweyt Kinks, ej singelsläpp) |
| Sverige           | 5 (Kvällstoppen)                     |
| Sverige           | 1 (Tio i topp)                       |
| USA               | 13                                   |
| Vallonien         | 36                                   |